# الأوراق النقدية من البيزو الفلبيني

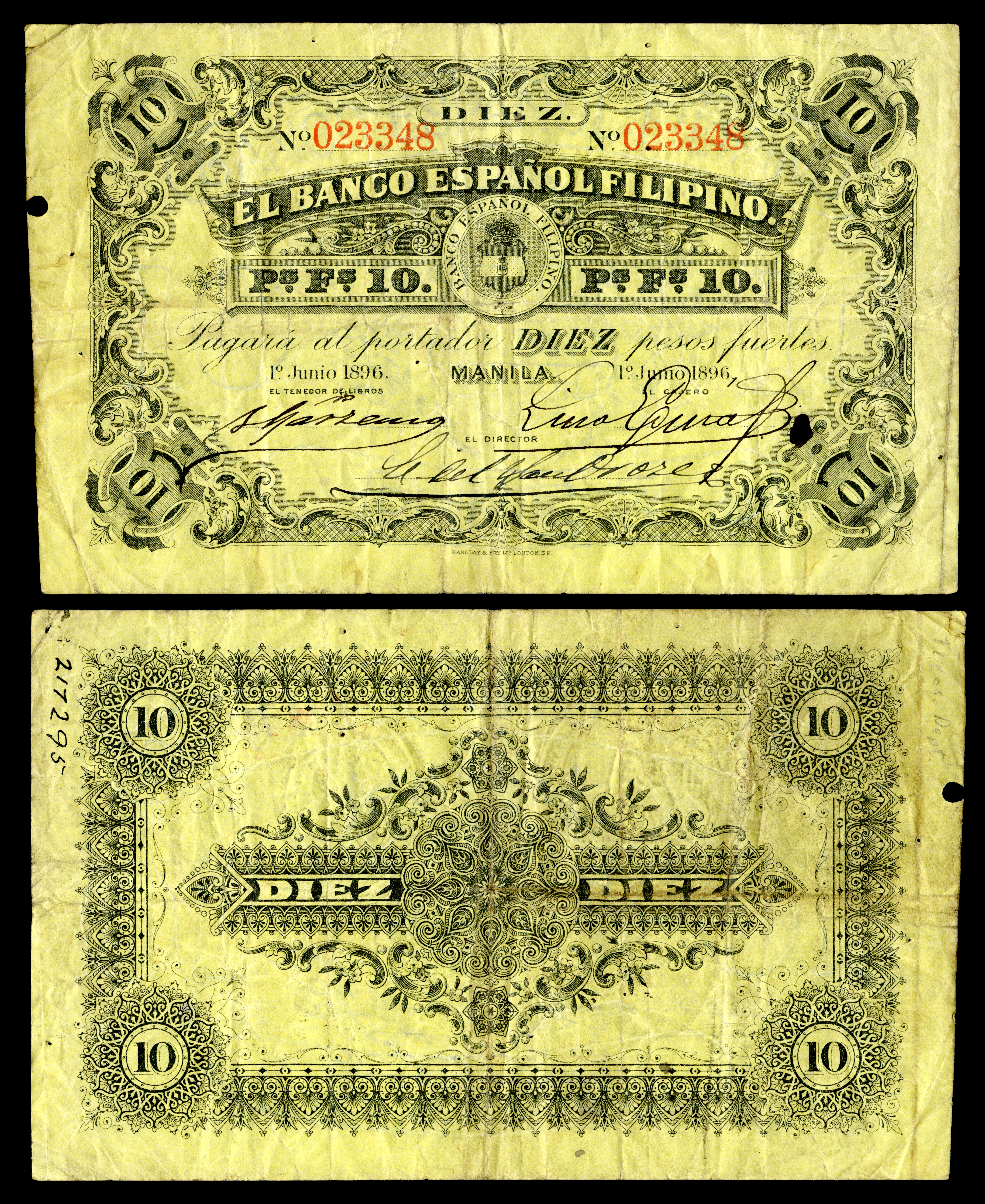
ورقة نقدية بقيمة 10 بيزو من El Banco Español-Filipino (1896).

تصدر الأوراق النقدية للبيزو الفلبيني من قبل البنك المركزي الفلبيني للتداول في الفلبين. أصغر مبلغ من العطاء القانوني المتداول على نطاق واسع هو 20₱ والأكبر هو 1000 ₱. يظهر على الجانب الأمامي من كل ورقة نقدية شخصيات بارزة إلى جانب المباني والأحداث في تاريخ البلاد بينما يصور الجانب الخلفي المعالم والحيوانات.
أبعاد الأوراق النقدية الصادرة منذ الإدارة الأمريكية الفلبينية 16×6.6 سم، ظل كما هو على جميع الأوراق النقدية اللاحقة للبيزو الفلبيني (باستثناء أوراق السنتافو قبل عام 1958)، وقدمت خلال فترة وليام هوارد تافت كحاكم عام للفلبين. ونظرًا لنجاحها الكبير، قام الرئيس تافت بعد ذلك بتعيين لجنة قدمت تقريرًا إيجابيًا عن المزايا والوفورات الناتجة عن تغيير حجم الأوراق النقدية في الولايات المتحدة إلى حجم الفلبين. منذ عام 1928، أصبحت أحجام أوراق الاحتياطي الفيدرالي للولايات المتحدة والأوراق النقدية الفلبينية متطابقة تقريبًا.

## تاريخ
في 1 مايو 1852، أصدر أول بنك تجاري في الفلبين، بنك جزر الفلبين [الإنجليزية]، الفئات التالية في البداية 10 و25 و50 و200 بيزو فويرتي، استخدم حتى عام 1896.

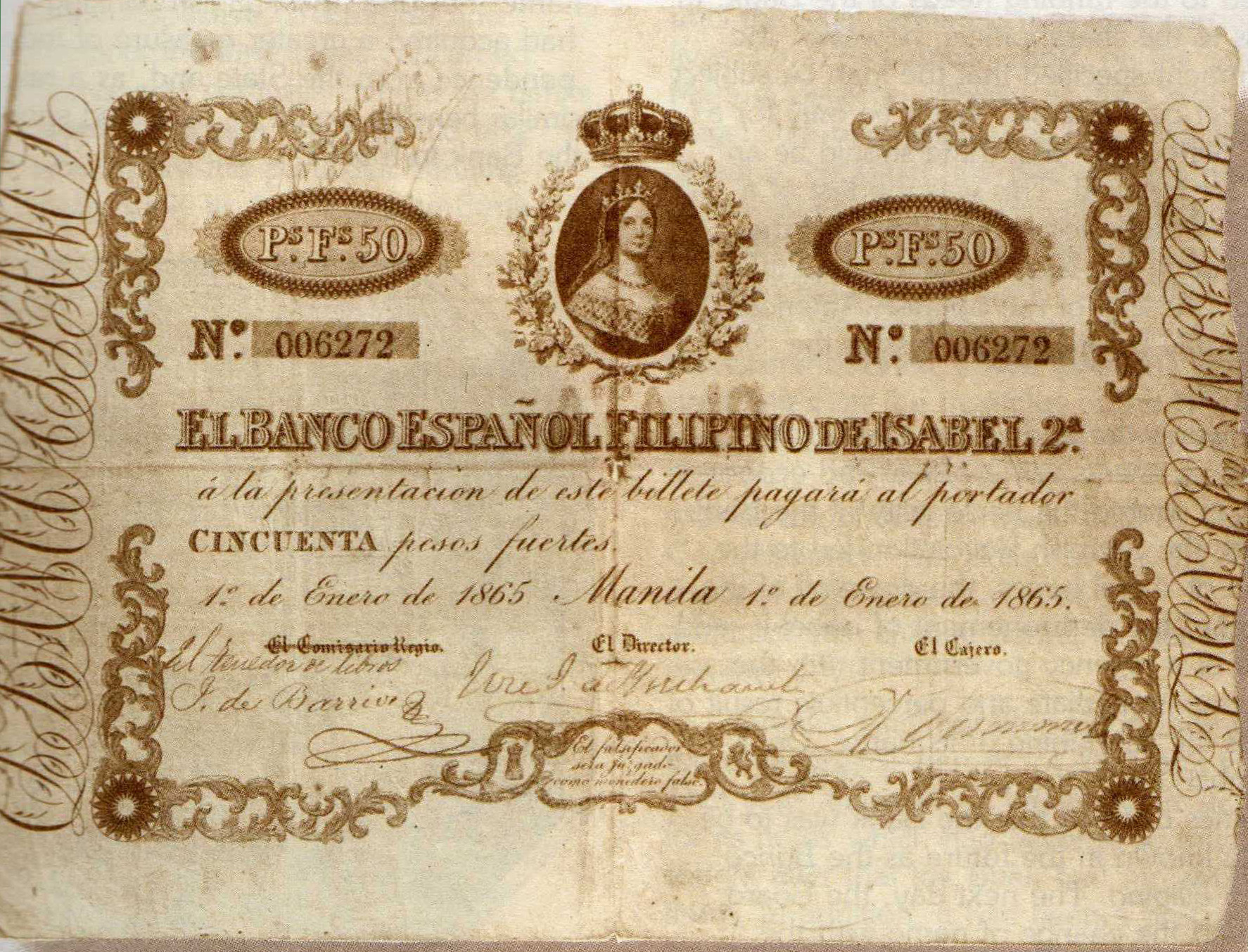
50 بيزو فويرتي
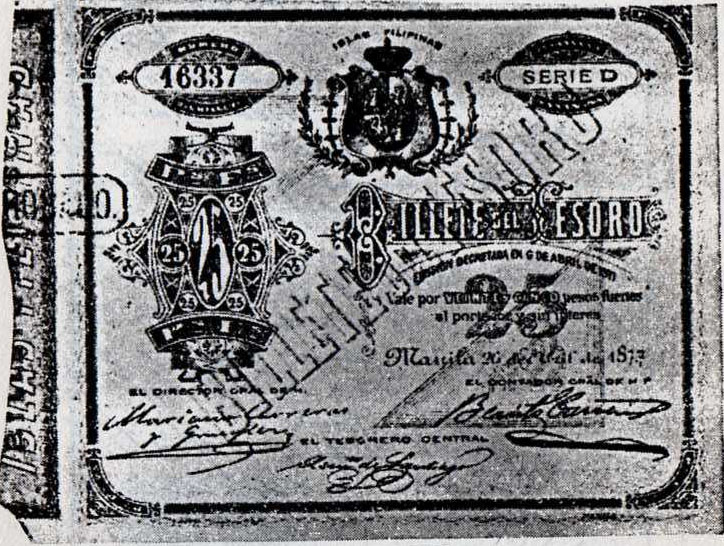
25 بيزو فويرتي

### الجمهورية الفلبينية الأولى
أمرت جمهورية إميليو أغينالدو الثورية بإصدار الأوراق النقدية من فئة 1، 2، 5، 10، 25، 50، 100 بيزو والتي وقعت من قبل السادة بيدرو باتيرنو وتيليسفورو تشويدان وماريانو ليمجاب لتجنب التزوير، فقد طبعت الأوراق النقدية من فئة 1 و5 بيزو فقط ووزعت في بعض المناطق بحلول نهاية الجمهورية الأولى التي لم تدم طويلاً.

### الفترة الأمريكية
بحلول عام 1903، أصدرت الحكومة الجزرية الاستعمارية الأمريكية شهادات فضية بفئات 2 و5 و10 بيزو، مدعومة بالبيزو الفضي أو الدولار الأمريكي الذهبي بسعر ثابت قدره 2 ₱/1 دولار. وضع الترخيص بإصدار الشهادات الفضية الفلبينية على الأوراق النقدية، "بموجب قانون صادر عن كونغرس الولايات المتحدة الأمريكية، تمت الموافقة عليه في 2 مارس 1903." وارسلت الشحنة الأولى من العملة إلى الفلبين في 1 سبتمبر 1903، وصدرت في أكتوبر من نفس العام.

في عام 1905، طبعت فئات أعلى من 20 و50 و100 و500 بيزو. ومع ذلك، أجريت تعديلات قبل شحن الأوراق النقدية من الولايات المتحدة إلى الفلبين للسماح بإدراج الذهب كاحتياطي للشهادات الفضية. نظرًا لأنه تمت طباعة سلسلة عام 1905، ولكن لم يتم شحنها بعد، فقد تم إرسالها إلى مكتب الطباعة التابع لحكومة الولايات المتحدة ، وتمت طباعتها رأسيًا بعبارة "مع مراعاة أحكام قانون الكونجرس، الذي تمت الموافقة عليه في 23 يونيو 1906."

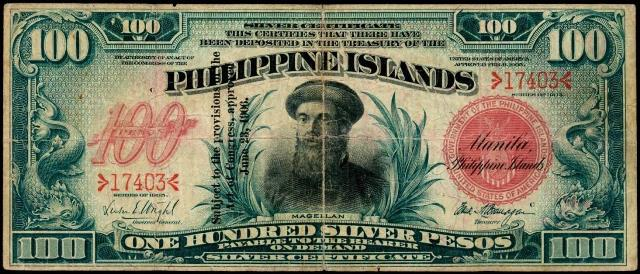
تصنيف فضية فئة 100 بيزو (1905)

في عام 1908، سُمح لـ بنك جزر الفلبين [الإنجليزية] بطباعة الأوراق النقدية بالفئات التالية مع النص باللغة الإسبانية: سينكو (5)، دييز (10)، فينتي (20)، سينكوينتا (50)، سين (100) ودوس سينتوس ( 200) بيزو.
في عام 1918، استبدلت الشهادات الفضية بشهادات الخزانة الصادرة بدعم حكومي من السندات الصادرة عن حكومة الولايات المتحدة بفئات 1 و2 و5 و10 و20 و50 و100 و500 بيزو. في عام 1916، تأسس البنك الوطني الفلبيني (PNB) لإدارة الأسهم المملوكة للدولة وطباعة الأوراق النقدية دون أي حصة من الجمعية الفلبينية. قاموا بطباعة الأوراق النقدية من فئات 1 و 2 و 5 و 10 و 20 و 50 و 100 بيزو. خلال الحرب العالمية الأولى، أصدر البنك الوطني الفلبيني مذكرات طوارئ مطبوعة على ورق مقوى بالفئات التالية: 10، 20، 50 سنتافو و1 بيزو.
أصدر كومنولث الفلبين شهادات خزانة تحمل ختم الحكومة الجديدة، لكنه استمر في تداول الأوراق النقدية الصادرة من بنك جزر الفلبين والبنك الوطني.

### البيزو الفلبيني الذي تصدره الحكومة اليابانية

#### سلسلة 1942
| صورة | قيمة      | تاريخ الإصدار | سلسلة |
| ---- | --------- | ------------- | ----- |
|      | 1 سنتافو  | 1942          | أولاً  |
|      | 5 سنتافو  | 1942          | أولاً  |
|      | 10 سنتافو | 1942          | أولاً  |
|      | 50 سنتافو | 1942          | أولاً  |
|      | 1 بيزو    | 1942          | أولاً  |
|      | 5 بيزو    | 1942          | أولاً  |
|      | 10 بيزو   | 1942          | أولاً  |

#### سلسلة 1943-1945
| صورة | قيمة      | تاريخ الإصدار | سلسلة |
| ---- | --------- | ------------- | ----- |
|      | 1 بيزو    | 1943          | ثانية |
|      | 5 بيزو    | 1943          | ثانية |
|      | 10 بيزو   | 1943          | ثانية |
|      | 100 بيزو  | 1944          | ثانية |
|      | 500 بيزو  | 1944          | ثانية |
|      | 1000 بيزو | 1945          | ثانية |

## الأوراق النقدية الصادرة عن البنك المركزي الفليبيني

### الأوراق النقدية "VICTORY-CBP".
الأوراق النقدية التي أصدرها اليوم البنك المركزي الفلبيني، لأول مرة كانت عبارة عن مطبوعات VICTORY-CBP الفوقية في عام 1949، والتي كانت مجرد مطبوعات فوقية لأوراق نقدية قديمة تعود إلى الحقبة الأمريكية. وأول سلسلة أوراق نقدية رسمية طبعت كانت السلسلة الإنجليزية في عام 1951.
| الأوراق النقدية "VICTORY-CBP". | الأوراق النقدية "VICTORY-CBP". | الأوراق النقدية "VICTORY-CBP". | الأوراق النقدية "VICTORY-CBP". | الأوراق النقدية "VICTORY-CBP". | الأوراق النقدية "VICTORY-CBP". | الأوراق النقدية "VICTORY-CBP".            | الأوراق النقدية "VICTORY-CBP". | الأوراق النقدية "VICTORY-CBP". |
| صورة                           | صورة                           | قيمة                           | أبعاد                          | اللون الأساسي                  | وصف                            | وصف                                       | سنة                            | سنة                            |
| وجه                            | عكس                            | قيمة                           | أبعاد                          | اللون الأساسي                  | وجه                            | عكس                                       | العدد الأول                    | سحبت من التداول                |
| ------------------------------ | ------------------------------ | ------------------------------ | ------------------------------ | ------------------------------ | ------------------------------ | ----------------------------------------- | ------------------------------ | ------------------------------ |
|                                |                                | 1 بيزو                         | 160 مم × 66 مم                 | كستنائي                        | أبوليناريو مابيني              | "النصر"، "البنك المركزي الفلبيني"، القيمة | قبل عام 1949                   |                                |
|                                |                                | 2 بيزو                         | 160 مم × 66 مم                 | أزرق                           | خوسيه ريزال                    | "النصر"، "البنك المركزي الفلبيني"، القيمة | قبل عام 1949                   |                                |
|                                |                                | 5 بيزو                         | 160 مم × 66 مم                 | أصفر                           | ويليام ماكينلي وجورج ديوي      | "النصر"، "البنك المركزي الفلبيني"، القيمة | قبل عام 1949                   |                                |
|                                |                                | 10 بيزو                        | 160 مم × 66 مم                 | بني                            | جورج واشنطن                    | "النصر"، "البنك المركزي الفلبيني"، القيمة | قبل عام 1949                   |                                |
|                                |                                | 20 بيزو                        | 160 مم × 66 مم                 | البرتقالي                      | بركان مايون                    | "النصر"، "البنك المركزي الفلبيني"، القيمة | قبل عام 1949                   |                                |
|                                |                                | 50 بيزو                        | 160 مم × 66 مم                 | لون القرنفل                    | هنري وير لوتون                 | "النصر"، "البنك المركزي الفلبيني"، القيمة | قبل عام 1949                   |                                |
|                                |                                | 100 بيزو                       | 160 مم × 66 مم                 | ذهب                            | فرديناند ماجلان                | "النصر"، "البنك المركزي الفلبيني"، القيمة | قبل عام 1949                   |                                |
|                                |                                | 500 بيزو                       | 160 مم × 66 مم                 | البنفسجي                       | ميغيل لوبيز دي ليجازبي         | "النصر"، "البنك المركزي الفلبيني"، القيمة | قبل عام 1949                   |                                |

### السلسلة الإنجليزية (1949–1971)
السلسلة الإنجليزية هي الأوراق النقدية الفلبينية التي تم تداولها من عام 1949 إلى عام 1969. كانت سلسلة الأوراق النقدية الوحيدة من البيزو الفلبيني التي تستخدم اللغة الإنجليزية.
| سلسلة باللغة الإنجليزية | سلسلة باللغة الإنجليزية | سلسلة باللغة الإنجليزية | سلسلة باللغة الإنجليزية | سلسلة باللغة الإنجليزية | سلسلة باللغة الإنجليزية | سلسلة باللغة الإنجليزية                            | سلسلة باللغة الإنجليزية                  | سلسلة باللغة الإنجليزية | سلسلة باللغة الإنجليزية |
| صورة                    | صورة                    | قيمة                    | أبعاد                   | اللون الأساسي           | اللون الأساسي           | وصف                                                | وصف                                      | سنة                     | سنة                     |
| وجه                     | عكس                     | قيمة                    | أبعاد                   | اللون الأساسي           | اللون الأساسي           | وجه                                                | عكس                                      | العدد الأول             | سحبت من التداول         |
| الأوراق النقدية الصغيرة | الأوراق النقدية الصغيرة | الأوراق النقدية الصغيرة | الأوراق النقدية الصغيرة | الأوراق النقدية الصغيرة | الأوراق النقدية الصغيرة | الأوراق النقدية الصغيرة                            | الأوراق النقدية الصغيرة                  | الأوراق النقدية الصغيرة | الأوراق النقدية الصغيرة |
| ----------------------- | ----------------------- | ----------------------- | ----------------------- | ----------------------- | ----------------------- | -------------------------------------------------- | ---------------------------------------- | ----------------------- | ----------------------- |
| 5 centavos              | 5 centavos              | 5 سنتافوس               |                         |                         | أحمر                    | عنوان البنك، ختم البنك، القيمة، الرقم التسلسلي     | "الفلبين"، القيمة                        | 15 أبريل 1951           | 30 يونيو 1958           |
| 10 centavos             | 10 centavos             | 10 سنتافوس              |                         |                         | كستنائي                 | عنوان البنك، ختم البنك، القيمة، الرقم التسلسلي     | "الفلبين"، القيمة                        | 15 أبريل 1951           | 30 يونيو 1958           |
| 20 centavos             | 20 centavos             | 20 سنتافو               |                         |                         | أخضر                    | عنوان البنك، ختم البنك، القيمة، الرقم التسلسلي     | "الفلبين"، القيمة                        | 15 أبريل 1951           | 30 يونيو 1958           |
|                         |                         | 50 سنتافو               |                         |                         | أزرق                    | عنوان البنك، ختم البنك، القيمة، الرقم التسلسلي     | "الفلبين"، القيمة                        | 15 أبريل 1951           | 30 يونيو 1958           |
|                         |                         |                         |                         |                         | أخضر                    | جبل مايون وثلاثة رجال يركبون عربة تجرها كاراباو    | "الفلبين"، القيمة                        | 1 يوليو 1958            | 28 فبراير 1969          |
| أوراق نقدية كبيرة الحجم |                         |                         |                         |                         |                         |                                                    |                                          |                         |                         |
| 1 pesos                 | 1 pesos                 | ₱1                      | 160 مم × 66 مم          |                         | رمادي                   | أبوليناريو مابيني                                  | كنيسة الباراسوين                         | 15 أبريل 1951           | 31 مارس 1971            |
| 2 pesos                 |                         | ₱2                      | 160 مم × 66 مم          |                         | أزرق                    | خوسيه ريزال                                        | هبوط سفينة ماجلان في الفلبين             | 15 أبريل 1951           | 31 مارس 1971            |
| 5 pesos                 | 5 pesos                 | ₱5                      | 160 مم × 66 مم          |                         | أصفر ذهبي               | مارسيلو إتش ديل بيلار وجراسيانو لوبيز جاينا        | لا سوليداريداد                           | 15 أبريل 1951           | 31 مارس 1971            |
| 10 pesos                |                         | ₱10                     | 160 مم × 66 مم          |                         | بني                     | الآباء ماريانو جوميز وخوسيه بورجوس وجاسينتو زامورا | نصب أوردانيتا وليجاسبي التذكاري          | 15 أبريل 1951           | 31 مارس 1971            |
| 20 pesos                | 20 pesos                | 20 ₱                    | 160 مم × 66 مم          |                         | البرتقالي               | أندريس بونيفاسيو وإميليو جاسينتو                   | غضروف كاتيبونان ونصب بالينتاواك التذكاري | 15 أبريل 1951           | 31 مارس 1971            |
| 50 pesos                |                         | 50 ₱                    | 160 مم × 66 مم          |                         | أحمر                    | أنطونيو لونا                                       | اتفاق الدم بين سيكاتونا وليجاسبي         | 15 أبريل 1951           | 31 مارس 1971            |
| 100 pesos               |                         | ₱100                    | 160 مم × 66 مم          |                         | أصفر                    | تاندانج سورا                                       | أعلام الفوج والمحاربين القدامى           | 15 أبريل 1951           | 31 مارس 1971            |
| 200 pesos               |                         | 200 ₱                   | 160 مم × 66 مم          |                         | أخضر                    | مانويل إل كويزون                                   | البناء التشريعي                          | 15 أبريل 1951           | 31 ديسمبر 1959          |
| 500 pesos               | 500 pesos               | 500 ₱                   | 160 مم × 66 مم          |                         | البنفسجي                | مانويل روكساس                                      | مبنى البنك المركزي السابق                | 15 أبريل 1951           | 31 ديسمبر 1959          |

### السلسلة الفلبينية (1969–1974)
الأوراق النقدية من سلسلة الفلبينو هو الاسم المستخدم للإشارة إلى الأوراق النقدية الفلبينية الصادرة عن البنك المركزي الفلبيني من عام 1969 إلى عام 1977، خلال فترة ولاية الرئيس فرديناند ماركوس، أدنى فئة في السلسلة هي 1 بيزو والأعلى هي 100 بيزو.
| سلسلة فلبينية | سلسلة فلبينية | سلسلة فلبينية | سلسلة فلبينية  | سلسلة فلبينية | سلسلة فلبينية | سلسلة فلبينية     | سلسلة فلبينية                          | سلسلة فلبينية | سلسلة فلبينية   |
| صورة          | صورة          | قيمة          | أبعاد          | اللون الأساسي | اللون الأساسي | وصف               | وصف                                    | سنة           | سنة             |
| وجه           | عكس           | قيمة          | أبعاد          | اللون الأساسي | اللون الأساسي | وجه               | عكس                                    | العدد الأول   | سحبت من التداول |
| ------------- | ------------- | ------------- | -------------- | ------------- | ------------- | ----------------- | -------------------------------------- | ------------- | --------------- |
| 1 pesos       | 1 pesos       | ₱1            | 160 مم × 66 مم |               | أزرق          | خوسيه ريزال       | إعلان استقلال الفلبين                  | 5 مايو 1969   | 1 مارس 1974     |
| 5 pesos       |               | ₱5            | 160 مم × 66 مم |               | أخضر          | أندريس بونيفاسيو  |                                        | 5 مايو 1969   | 1 مارس 1974     |
| 10 pesos      |               | ₱10           | 160 مم × 66 مم |               | بني           | أبوليناريو مابيني | كنيسة الباراسوين                       | 5 مايو 1969   | 1 مارس 1974     |
| 20 pesos      |               | 20 ₱          | 160 مم × 66 مم |               | البرتقالي     | مانويل إل كويزون  | قصر مالاكانانج                         | 5 مايو 1969   | 1 مارس 1974     |
| 50 pesos      |               | 50 ₱          | 160 مم × 66 مم |               | أحمر          | سيرجيو أوسمينا    | البناء التشريعي                        | 5 مايو 1969   | 1 مارس 1974     |
| 100 pesos     | 100 pesos     | ₱100          | 160 مم × 66 مم |               | البنفسجي      | مانويل روكساس     | مبنى بانجكو سنترال نج بيليبيناس السابق | 5 مايو 1969   | 1 مارس 1974     |

### سلسلة أنغ باغونغ ليبونان (1973–1996)
سلسلة أنغ باغونغ ليبونان (حرفيًا، "سلسلة المجتمع الجديد ") هي الاسم المستخدم للإشارة إلى الأوراق النقدية الفلبينية الصادرة عن البنك المركزي الفلبيني في الفترة من 1973 إلى 1985. أدنى فئة في السلسلة هي 2 بيزو والأعلى هو 100 بيزو.
| سلسلة أنج باجونج ليبونان (المجتمع الجديد). | سلسلة أنج باجونج ليبونان (المجتمع الجديد). | سلسلة أنج باجونج ليبونان (المجتمع الجديد). | سلسلة أنج باجونج ليبونان (المجتمع الجديد). | سلسلة أنج باجونج ليبونان (المجتمع الجديد). | سلسلة أنج باجونج ليبونان (المجتمع الجديد). | سلسلة أنج باجونج ليبونان (المجتمع الجديد). | سلسلة أنج باجونج ليبونان (المجتمع الجديد). | سلسلة أنج باجونج ليبونان (المجتمع الجديد). | سلسلة أنج باجونج ليبونان (المجتمع الجديد). |
| صورة                                       | صورة                                       | قيمة                                       | أبعاد                                      | اللون الأساسي                              | اللون الأساسي                              | وصف                                        | وصف                                        | سنة                                        | سنة                                        |
| وجه                                        | عكس                                        | قيمة                                       | أبعاد                                      | اللون الأساسي                              | اللون الأساسي                              | وجه                                        | عكس                                        | العدد الأول                                | سحبت من التداول                            |
| ------------------------------------------ | ------------------------------------------ | ------------------------------------------ | ------------------------------------------ | ------------------------------------------ | ------------------------------------------ | ------------------------------------------ | ------------------------------------------ | ------------------------------------------ | ------------------------------------------ |
| 2 pesos                                    | 2 pesos                                    | ₱2                                         | 160 مم × 66 مم                             |                                            | أزرق                                       | خوسيه ريزال                                | إعلان استقلال الفلبين                      | 17 مارس 1973                               | 2 فبراير 1996                              |
| 5 pesos                                    |                                            | ₱5                                         | 160 مم × 66 مم                             |                                            | أخضر                                       | أندريس بونيفاسيو                           |                                            | 17 مارس 1973                               | 2 فبراير 1996                              |
| 10 pesos                                   | 10 pesos                                   | ₱10                                        | 160 مم × 66 مم                             |                                            | بني                                        | أبوليناريو مابيني                          | كنيسة الباراسوين                           | 17 مارس 1973                               | 2 فبراير 1996                              |
| 20 pesos                                   | 20 pesos                                   | 20 ₱                                       | 160 مم × 66 مم                             |                                            | البرتقالي                                  | مانويل إل كويزون                           | قصر مالاكانانج                             | 17 مارس 1973                               | 2 فبراير 1996                              |
| 50 pesos                                   | 50 pesos                                   | 50 ₱                                       | 160 مم × 66 مم                             |                                            | أحمر                                       | سيرجيو أوسمينا                             | البناء التشريعي                            | 17 مارس 1973                               | 2 فبراير 1996                              |
| 100 pesos                                  | 100 pesos                                  | ₱100                                       | 160 مم × 66 مم                             |                                            | البنفسجي                                   | مانويل روكساس                              | مجمع بي اس بي                              | 17 مارس 1973                               | 2 فبراير 1996                              |
|                                            |                                            |                                            |                                            |                                            |                                            |                                            |                                            |                                            |                                            |

### التصميم الجديد/سلسلة BSP (1985–2018)
بحلول عام 1983، كانت اللجنة قد قررت إصدار أوراق نقدية جديدة لتحل محل سلسلة آنج باجونج ليبونان من خلال إصدار سبع أوراق نقدية جديدة تتكون من فئات 5 و10 و20 و50 و100 و500 و1000 بيزو.
| تصميم جديد/سلسلة BSP | تصميم جديد/سلسلة BSP | تصميم جديد/سلسلة BSP | تصميم جديد/سلسلة BSP | تصميم جديد/سلسلة BSP | تصميم جديد/سلسلة BSP | تصميم جديد/سلسلة BSP | تصميم جديد/سلسلة BSP |
| صورة                 | صورة                 | قيمة                 | أبعاد                | اللون الأساسي        | اللون الأساسي        | سنة                  | سنة                  |
| وجه                  | عكس                  | قيمة                 | أبعاد                | اللون الأساسي        | اللون الأساسي        | العدد الأول          | سحبت من التداول      |
| -------------------- | -------------------- | -------------------- | -------------------- | -------------------- | -------------------- | -------------------- | -------------------- |
|                      |                      | ₱5                   | 160 مم × 66 مم       |                      | أخضر                 | 12 يونيو 1985        | 3 يناير، 2018        |
|                      |                      | ₱10                  | 160 مم × 66 مم       |                      | بني                  | يوليو 1985           | 3 يناير، 2018        |
|                      |                      | ₱10                  | 160 مم × 66 مم       | 2 مايو 1997          | بني                  |                      | 3 يناير، 2018        |
|                      |                      | 20 ₱                 | 160 مم × 66 مم       |                      | البرتقالي            | 3 مارس 1986          | 3 يناير، 2018        |
|                      |                      | 50 ₱                 | 160 مم × 66 مم       |                      | أحمر                 | 18 أبريل 1987        | 3 يناير، 2018        |
|                      |                      | ₱100                 | 160 مم × 66 مم       |                      | البنفسجي             | 18 أبريل 1987        | 3 يناير، 2018        |
|                      |                      | 200 ₱                | 160 مم × 66 مم       |                      | أخضر                 | 12 يونيو 2002        | 3 يناير، 2018        |
|                      |                      | 500 ₱                | 160 مم × 66 مم       |                      | أصفر                 | 21 أغسطس 1987        | 3 يناير، 2018        |
|                      |                      | ₱1000                | 160 مم × 66 مم       |                      | أزرق                 | 16 ديسمبر 1991       | 3 يناير، 2018        |
|                      |                      |                      |                      |                      |                      |                      |                      |

### سلسلة عملات الجيل الجديد ( 2010 - الحالية)
أعلن عن عملة الجيل الجديد (NGC) في عام 2007 من خلال عملية وضع المفاهيم الرسمية التي كانت نتيجة لاجتماع: محافظي البنوك المركزية والفنانين والتكنوقراط والمؤرخين وخبراء الاتصالات وطابعي العملات لزيادة تعزيز العملة. استغرق مشروع عملات الجيل الجديد ثلاث سنوات حيث خضع المحتوى الموضوعي والتصميمات وميزات الأمان لمداولات وتقييمات شاملة، وتم تنفيذه من قبل لجنة العملات في البنك المركزي الفلبيني بالتشاور مع مجلس النقد، وبعد ذلك بموافقة من محافظ البنك المركزي ورئيس الفلبين. أصدر البنك المركزي التصميم الجديد للأوراق النقدية في 16 ديسمبر 2010، إلى جانب الدفعة الأولية. تمت الموافقة على السلسلة من قبل الرئيسة غلوريا ماكاباغال أرويو وبنيغنو الثالث، مما يجعلها سلسلة الأوراق النقدية الوحيدة التي تمت الموافقة عليها من قبل رئيسين.

## ملخص لسلسلة الأوراق النقدية الفلبينية
| ملخص لسلسلة الأوراق النقدية الفلبينية | ملخص لسلسلة الأوراق النقدية الفلبينية | ملخص لسلسلة الأوراق النقدية الفلبينية | ملخص لسلسلة الأوراق النقدية الفلبينية | ملخص لسلسلة الأوراق النقدية الفلبينية | ملخص لسلسلة الأوراق النقدية الفلبينية | ملخص لسلسلة الأوراق النقدية الفلبينية | ملخص لسلسلة الأوراق النقدية الفلبينية | ملخص لسلسلة الأوراق النقدية الفلبينية | ملخص لسلسلة الأوراق النقدية الفلبينية | ملخص لسلسلة الأوراق النقدية الفلبينية |
| السلسلة/القيمة                        | ₱1                                    | ₱2                                    | ₱5                                    | ₱10                                   | 20 ₱                                  | 50 ₱                                  | ₱100                                  | 200 ₱                                 | ₱500                                  | ₱1000                                 |
| ------------------------------------- | ------------------------------------- | ------------------------------------- | ------------------------------------- | ------------------------------------- | ------------------------------------- | ------------------------------------- | ------------------------------------- | ------------------------------------- | ------------------------------------- | ------------------------------------- |
| سلسلة باللغة الإنجليزية               | 1 peso                                | 2 pesos                               | 5 pesos                               | 10 pesos                              | 20 pesos                              | 50 pesos                              | 100 pesos                             | 200 pesos                             | 500 pesos                             | —                                     |
| سلسلة فلبينية                         | 1 peso                                | —                                     | 5 pesos                               | 10 pesos                              | 20 pesos                              | 50 pesos                              | 100 pesos                             | —                                     | —                                     | —                                     |
| سلسلة أنج باجونج ليبونان              | —                                     | 2 pesos                               | 5 pesos                               | 10 pesos                              | 20 pesos                              | 50 pesos                              | 100 pesos                             | —                                     | —                                     | —                                     |
| تصميم جديد/سلسلة BSP                  | —                                     | —                                     | 5 pesos                               | 10 pesos · 10 pesos                   | 20 pesos                              | 50 pesos                              | 100 pesos                             | 200 pesos                             | 500 pesos                             | 1000 pesos                            |
| سلسلة عملات الجيل الجديد              | —                                     | —                                     | —                                     | —                                     |                                       |                                       |                                       |                                       |                                       |                                       |